# Толочко, Пётр Петрович
Пётр Петро́вич Толо́чко (укр. Петро Петрович Толочко; 21 февраля 1938, Пристромы, Киевская область — 28 апреля 2024, Киев) — советский и украинский историк-медиевист, археолог, профессор (1988), академик НАН Украины (18.05.1990), иностранный член Российской академии наук (22.12.2011, 8 марта 2022 года подал заявление о выходе из состава иностранных членов РАН), в 1987—2017 годах был директором Института археологии НАН Украины (c 2017 года — почётный директор), народный депутат Украины III—IV созывов (1998—2006), член Академии Европы и Международного союза славянской археологии. Лауреат Государственной премии УССР и Украины в области науки и техники (1983, 2002).

## Биография
Родился 21 февраля 1938 года в селе Пристромы Киевской области Украинской ССР СССР.
Пётр Толочко вспоминал: «Получилось так, что мой отец умер перед приходом в село немцев (гитлеровцев). Он был убеждённым сторонником Советской власти, в Гражданскую войну воевал в рядах Красной армии. В селе работал председателем сельсовета и колхоза». В семье было трое сыновей, Михаил и Иван стали директорами школ.
В 1960 году окончил историко-философский факультет Киевского университета. Спустя годы Пётр Толочко вспоминал, что хотя ему и хотелось заниматься древней историей, профессию археолога он выбрал непреднамеренно: на третьем курсе «нас распределяли по специальностям, наиболее престижной была, конечно, история Коммунистической партии. Я никогда не был диссидентом, не критиковал существующие порядки, но душа моя не лежала к такой работе… Мне были интереснее более древние периоды, времена князей Владимира, Ярослава, Святослава… — что-то романтическое». Участвовал в раскопках Любечского замка, под влиянием их руководителя Б. А. Рыбакова занимался изучением истории Киевской Руси.
В 1960—1961 годах являлся научным сотрудником Музея украинского искусства.
С 1961 года работал в Институте археологии АН УССР: младший научный сотрудник (1961—1966), учёный секретарь (1966—1970), старший научный сотрудник (1970—1972), заведующий отделом археологии Киева (1972—1987). В 1966 году окончил аспирантуру Института археологии АН УССР. В том же году защитил кандидатскую диссертацию по теме: «Историческая топография древнего Киева». В 1981 году защитил докторскую диссертацию по теме: «Киев и Киевская земля в период феодальной раздробленности Руси XII—XIII веков».
Как вспоминал Толочко: «Когда в 1961 году я только пришёл на работу в Институт археологии, мой наставник — профессор Василий Довженок — назвал тему моих научных изысканий: „Топография исторического Киева“. Смелое решение, поскольку до того археологией Киева занимался известный ленинградский учёный Михаил Каргер. Он издал фундаментальный двухтомник „Древний Киев“ и очень ревниво отнёсся к тому, что я занялся этой проблематикой. Однажды даже прилюдно заявил: „Толочко задался целью опровергнуть Каргера“. Но в Киеве должен был появиться свой, местный исследователь его древней истории».
Пётр Толочко предлагал отметить 1500-летие Киева не в 1982 году, а на 25 лет позже.
Являлся членом КПСС с 1982 года.
С 1987 года был директором Института археологии АН УССР. С 1989 года являлся ответственным редактором журнала «Археология». В 1993—1998 годах был вице-президентом НАН Украины.
Также был председателем Украинского общества охраны памятников истории и культуры, членом Академии Европы[уточнить], членом-корреспондентом Центрального Немецкого института археологии, членом Международного союза славянской археологии.
В 1998 году был избран народным депутатом в Верховную раду Украины III созыва от Всеукраинского объединения «Громада» (№2 в списке). В 2002 году был переизбран народным депутатом в Верховную раду Украины IV созыва от избирательного блока политических партий «Блок Юлии Тимошенко» (№ 9 в списке). Ещё будучи депутатом БЮТ, порвал связи с Юлией Тимошенко и вышел из фракции.
Являлся членом президиума международной общественной организации «Всемирный русский народный собор». С лета 2006 года являлся членом совета гражданско-политического объединения «Украинский форум». С весны 2009 года являлся членом совета Гражданского движения «Новая Украина».
26 июля 2010 года был включён в состав Патриаршего совета по культуре.
С 2011 года Толочко являлся почётным доктором и иностранным членом Российской академии наук.
1 июля 2016 года был избран 36-м почётным доктором Санкт-Петербургского гуманитарного университета профсоюзов.
12 декабря 2016 года Толочко покинул пост директора Института археологии НАН Украины, а в начале 2017 года сдал должность главного редактора журнала «Археология». С 2017 года являлся почётным директором Института археологии НАН Украины.
После вторжения России в Украину 8 марта 2022 года подал заявление о выходе из состава иностранных членов РАН.
Скончался 28 апреля 2024 года в больнице Феофания в Киеве на 87-м году жизни по причине нескольких заболеваний.

## Семья
Первая супруга — Татьяна Кара-Васильева (род. 1941). Сын — Алексей (род. 1963), выпускник исторического факультета Киевского университета, доктор исторических наук, старший научный сотрудник Института истории Украины, член-корреспондент НАНУ.
Второй раз женился на Галине Вознесенской, дочь Наталия, внуки.

## Взгляды
Толочко рассматривал сведения о племенном союзе полян как в основном легендарные. Был не согласен с торговыми теориями происхождения древнерусской государственности и с трактовкой голода на Украине (1932—1933) как геноцида  украинского народа. Считал, что не было гонений украинской культуры. Так высказывался о современных школьных учебниках по истории Украины:

«Я анализировал учебники для средней и высшей школы. Очень неутешительная картина. Они неимоверно идеологизированы. В ранних исторических периодах всё объявляется украинским — начиная от Триполья и до Киевской Руси. И эти глупости вводят в учебники, и дети, естественно, уже впитывают эту мифологию. К примеру, что Киевскую Русь создали украинцы. Для более позднего периода, после Богдана Хмельницкого — линия сплошного негатива. Так подаётся, что это была какая-то чёрная дыра в истории Украины».

Также считал, что не стоит смешивать Киевскую Русь и русичей с современными восточными славянами — русскими, украинцами и белорусами:

«Нет ничего обидного в том, что во времена Киевской Руси никакой Украины не было. России-то тоже не было, если кому-то от этого легче! Как я говорю, русичам и в страшном сне не могло привидеться, что кто-то из них будет украинцем, кто-то белорусом, а кто-то русским. Они были просто русичи. Древние русичи. И смешно, когда у нас говорят, что Владимир Мономах украинец, а его сын Юрий Долгорукий и внук Андрей Боголюбский — это москали чистокровные. Нелепость!».

Вместе с другими украинскими учёными, политиками, политологами написал письмо президенту Виктору Ющенко. В нём он говорил о своей обеспокоенности государственной политикой, направленной на искажение истории Украины. Письмо произвело эффект в международном сообществе. Его, например, перепечатала французская «Фигаро». Ответа не последовало. По мнению Толочко, Ющенко это направление общественной мысли не интересует.
В своей книге «Древнерусская народность: воображаемая или реальная» Толочко исследовал проблему: существовала ли в действительности древнерусская народность? На основании комплексного изучения источников и историографии он пришёл к мнению о существовании в X—XIII веках единой древнерусской этнокультурной и социальной общности, вполне отвечающей понятию народности.
В своих выступлениях на общественно-политические темы Пётр Толочко выступал против националистической трактовки истории Украины; в высказываниях склонялся к мыслям и формулировкам, согласным с позициями советской историографии. Выступал против Евромайдана и евроинтеграции Украины. Считал, что Галичина навязывает Украине свою идеологию и героев.
В 2005 году подписал коллективное письмо в защиту русского языка на Украине.

## Основные работы
Автор более 300 научных и около 100 популярных публикаций, 25 монографий, более 200 публицистических и беллетристических работ. Среди них:
- Толочко П. П. Історична топографія стародавнього Києва / П. П. Толочко; відп. ред.: В. Довженок ; АН Української РСР, Ін-т археології. — Киев: Наукова думка, 1970. — 219 с.
- Толочко П. П. Древний Киев / П. П. Толочко. — Киев: Наукова думка, 1976. — 208 с.
- Толочко П. П. Нестор — літописець Київської Руси / П. П. Толочко // Український історичний журнал. — 1981. — № 12. — C. 27—31.
- Ф. П. Шевченко , Б. А. Шрамко, В. Д. Баран, В. В. Аулих, Я. Д. Исаевич, П. П. Толочко, Н. Ф. Котляр, Г. Я. Сергиенко Обсуждение новой концепции предыстории Киевской Руси академика Б. А. Рыбакова. Украинский исторический журнал . — Киев: Наукова думка, № 10. — C. 39—53 (1981).
- Толочко П. П. Киев и Киевская земля в период феодальной раздробленности XII—XIII вв. (1982).
- Толочко П. П. Древний Киев (1983).
- Толочко П. П. Древняя Русь (1986).
- Милецкий А. М., Толочко П. П. Парк-музей Древний Киев. Наукова думка, 1989.
- Толочко П. П. Древнерусский феодальный город (1989).
- Толочко П. П. Исторические портреты (Історичні портрети) (1991).
- Толочко П. П. Летописи Киевской Руси (Літописи Київської Русі) (1994).
- Толочко П. П. Киевская Русь (Київська Русь) (1996).
- Толочко П. П. Владимир Святой — Ярослав Мудрый (Володимир Святий — Ярослав Мудрий) (1996).
- Толочко П. П. От Руси к Украине (Від Русі до України) (1997).
- Древняя история Украины: В 3-х т. (редактор) (1998).
- Толочко П. П., Толочко А. П. Украина сквозь века: Т. 4: Киевская Русь (1998).
- Толочко П. П. Київська Русь (Україна крізь віки, том 4), совместно с А. П. Толочко (1998).
- Древнерусская народность. Воображаемая или реальная?. — 2005. — 276 с. — ISBN 5-89239-783-6.
- Толочко П. П. Кочевые народы степей и Киевская Русь (1999).
- Толочко П. П., Козак Д. Н., Моця А. П., Мурзин В. Ю., Отрощенко В. В., Сегеда С. П. Этническая история древней Украины (2000);
- Толочко П. П. Дворцовые интриги на Руси (2001).
- Толочко П. П. Ярослав Мудрый (2002).
- Толочко П. П. Сказание о начале Печерского монастыря и его автор. RUTHENICA. — Киев: Институт истории Украины НАН Украины. — № 2. — C. 115—125 (2003).
- Толочко П. П. Русские летописи и летописцы X—XIII вв. / Нац. акад. наук Украины, Ин-т археологии. — СПб.: Алетейя, 2003. — 296 с. — (Славянская библиотека). — ISBN 5-89329-557-9.
- Археология и древняя история (в защиту исторического марксизма) (2007).
- Откуда пошла Руская земля (2016).
- Украина между Россией и Западом: историко-публицистические очерки. СПб., 2018.
- Толочко П.П. От Руси до Украины. Пути исторической памяти. — М.: Дом русского зарубежья им. А. Солженицына, 2020. — 232 с. ISBN 978-598854-074-8
- Толочко П.П. Киев и Новгород в X-XIII вв. Исторические очерки. — М.: Дом русского зарубежья им. А. Солженицына, 2024. — 256 с.                                   ISBN 978-5-98854-083-5.

## Награды
- Орден князя Ярослава Мудрого III степени (16 мая 2013 года) — за весомый личный вклад в развитие отечественной науки, укрепление научно-технического потенциала Украины, многолетний добросовестный труд и высокий профессионализм[28]
- Орден князя Ярослава Мудрого IV степени (21 февраля 2003 года) — за выдающиеся личные заслуги перед Украинским государством в развитии исторической науки, активную общественно-политическую и законотворческую деятельность[29]
- Орден князя Ярослава Мудрого V степени (23 февраля 1998 года) — за выдающийся личный вклад в развитие археологии, обогащения исторической науки фундаментальными исследованиями о Киевской Руси и древнем Киеве[30]
- Орден Дружбы (10 июня 2008 года, Россия) — за большой вклад в развитие научных и гуманитарных связей между Российской Федерацией и Украиной[31]
- Орден «Знак Почёта» (1982)
- Лауреат Государственной премии УССР в области науки и техники (1983)[32]
- Лауреат Государственной премии Украины в области науки и техники (2002)[32]
- Орден Преподобного Сергия Радонежского (2009, РПЦ)[33]
- Национальная премия «Имперская культура» имени Эдуарда Володина (2005)[34]